# Ernst Brandenberger

Ernst Brandenberger (ca. 1960)

Ernst Brandenberger (* 28. Februar 1906 in Zürich; † 5. September 1966 in Davos; heimatberechtigt in Flaach) war ein Schweizer Geologe, Mineraloge, Materialwissenschaftler und Hochschullehrer.

## Leben
Ernst Brandenberger, Sohn des Gymnasiallehrers Konrad Brandenberger, war mit Margaretha Beatrice Jenny, Tochter des Friedrich Jenny, verheiratet. Brandenberger besuchte das Gymnasium in Zürich und absolvierte anschliessend von 1924 bis 1928 ein Studium der Naturwissenschaften an der Eidgenössischen Technischen Hochschule (ETH) in Zürich. Im Jahre 1930 folgte der Abschluss des Doktorats. 

## Schaffen

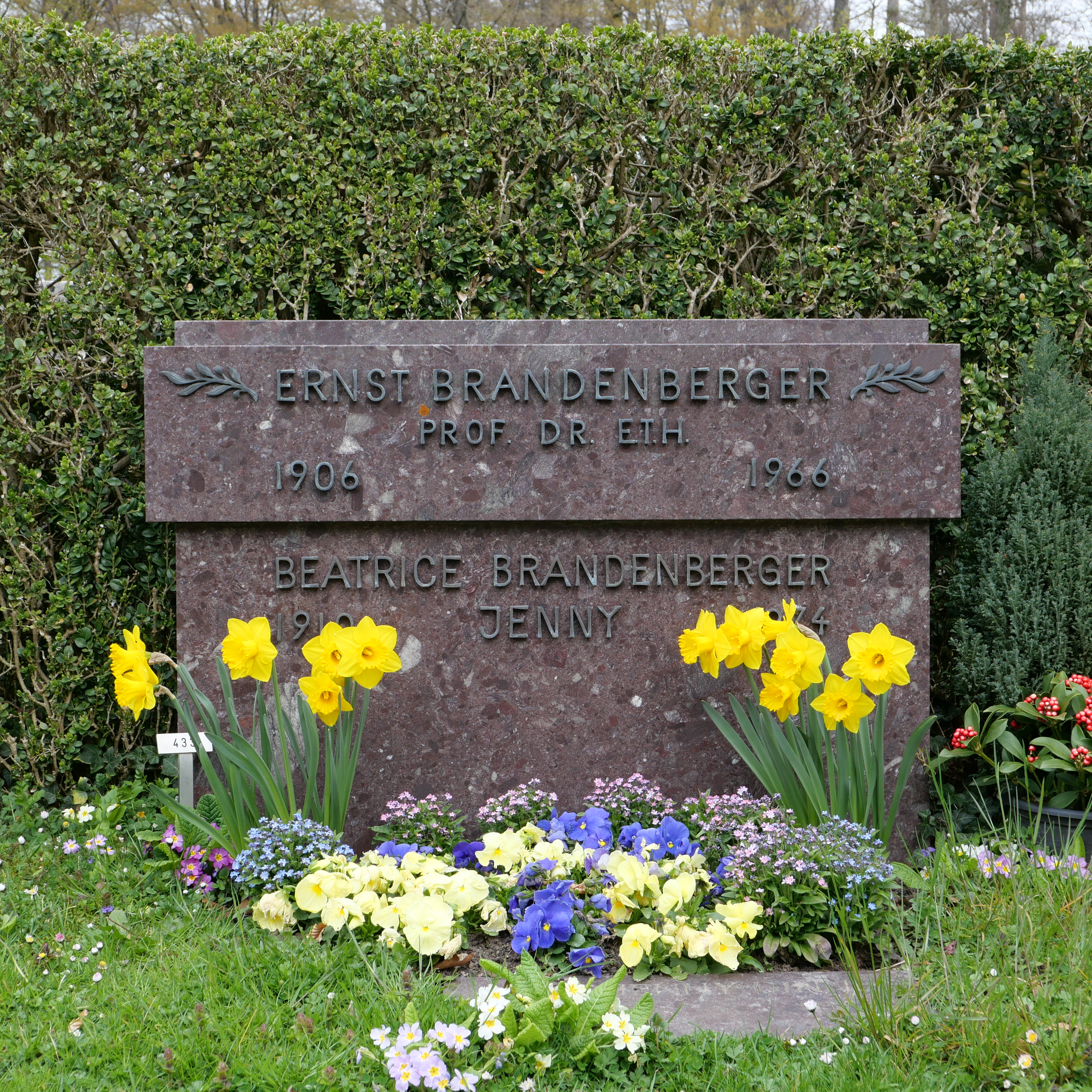
Das Grab von Brandenberger und seiner Frau auf dem Friedhof Rüschlikon.

Zwischen 1933 und 1947 war Brandenberger als Privatdozent für Kristallstrukturlehre und Materialprüfung mittels Röntgenstrahlen an der ETH Zürich tätig. Von 1936 bis 1939 war er zudem Zürcher Gauleiter der Nationalen Front. Ab 1947 war Brandenberger ausserordentlicher und anschliessend ab 1949 ordentlicher Professor für Werkstoffkunde und Materialprüfung an der ETH Zürich. 
Seine bahnbrechenden Forschungen auf diesem Gebiet setzte Ernst Brandenberger zwischen 1949 und 1966 als Leiter der Hauptabteilung B der Eidgenössischen Materialprüfungsanstalt (Empa) in Dübendorf in die Praxis um. Als Mitglied der schweizerischen Uhrenkammer förderte er technische Innovationen in der Uhrenherstellung. Zudem führte ihn eine glänzende militärische Laufbahn von 1958 bis 1964 an die Spitze der Grenzbrigade 6.
Der Nachlass von Ernst Brandenberger befindet sich im Hochschularchiv der ETH Zürich.